# Nodatin
Nodatin（ノダチン）は、ギタリスト、音楽プロデューサー、編曲家、作曲家。ギターの他にも、ベース、ウクレレ、マンドリン、タヒチアンバンジョー等、様々な弦楽器の演奏をこなす。葉山の海の家OASISを拠点に、ジャマイカ、アフリカ、ネパール、アイヌ、琉球等の音楽家達と活動をともにし、現在までに、ハワイアン・アーティストサンディーや、レゲエ・アーティストのランキン・タクシー、PUSHIM、MOOMIN、MINMI、RICKIE G、Lecca等のレコーディング、ツアー、イベントに、ダンスホールレゲエバンドHome Grownとともに参加している他、大場珍太などフォーク、ロック界のプロデュース等もこなしている。神奈川県葉山町で毎年行われる盆踊りに生演奏する「盆バンド」のギタリストでもある。

## 参加バンド・ユニット遍歴
- 1986年　プロ活動を開始。
- 1990年　牧伸二with日の丸ライオン楽団として「レゲエやんなっちゃった」をリリース。
- 1991年　不思議楽器アンサンブルウカララに参加。
- 1992年　ドラマーAja Addyと海の家OASISのメンバー達とガーナハイライフミュージックバンド「EBO」結成。
- 1996-1998年　ボーカリスト砂川正和（ソー・バッド・レビュー）と「Voice of SUN」として活動。
- 1997年　ボーカリスト・ウクレレ奏者ヤヨブーとアコースティック夫婦デュオ「ウンチャカ」結成。
- 1999年　ウンチャカカセットアルバム「ハレタリ」リリース。Keison達とデヴィッド・リンドレーのオープニングアクトを務める。この頃より大阪春一番コンサートに出演。ネパールで行われたシバラトリミュージックフェスティバルに出演。

- 2001年　南正人、遠藤ミチロウ達と共にタイのチェンマイで行われた命の祭りに参加。
- 2002年　「ウンチャカ」に、長田たこやき和承（ラップスティール/マンドリン）とPすけ（ドラム/パーカッション）が参加する形で「ウンチャカたこP」結成。
- 2003年　アルバム「ウンチャカたこP」／ウンチャカたこPリリース。OKI（アイヌトンコリ奏者）とドイツ、台湾公演。
- 2004年　サンディー & Lemurian Heart のメンバーとしてスイス、モントルー・ジャズ・フェスティバルに出演。
- 2006年　渡辺貴浩とレゲエ・プロデューサーユニット「WADADA」を結成。様々なレゲエ・アーティストの作品を手掛けるのと同時に、2007年7月「Wonderful World / 浜辺のうた」アナログ7inch盤リリース。